# 福克沃尔夫 A 16
Focke-Wulf A.16是由德国设计师Heinrich Focke和Georg Wulf设计的轻型载客单翼飞机，是Focke-Wulf公司设计的第一型飞机。

## 概述
凭借早期设计的成功，Focke 和 Wulf 于 1924 年成立了Focke-Wulf公司，A.16 是该公司的第一个设计，该型飞机由试飞员 Georg Wulf 于 1924 年 6 月 23 日首飞。
该型飞机量产了至少20架；据空中客车工业公司称，该飞机共建造了 23 架。
空客在过去十年中又建造了一架模型机，现存放于不来梅机场。
A.16 是传统的上悬臂单翼飞机。机翼使用了厚机翼。飞行员坐在机翼上方的开放式驾驶舱内，而乘客则坐在下方封闭的机身中。整机采用后三点式起落架，在机身前部有两个巨大的承重轮。

## 型号
A.16a
换装 100 马力（75 千瓦）梅赛德斯 DI发动机提供动力的改型。 
A.16b
换装 85 马力（63 千瓦）容克斯 L1a发动机提供动力的改型。 
A.16c
换装 100 马力（75 千瓦） Siemens-Halske Sh 12发动机提供动力的改型。 
A.16d
换装  120 马力（89 千瓦）梅赛德斯 D.II或 D.IIa 发动机提供动力的改型。 
1. ↑  Stroud Aeroplane Monthly January 1987, pp. 41–42.
2. 1 2 3  Stroud Aeroplane Monthly January 1987, p. 42.